# Spitzkofel
Lo Spitzkofel (2.718 m s.l.m.) è una montagna delle Alpi della Gail nelle Alpi Carniche e della Gail. Si trova nel Distretto di Lienz a sud della città di Lienz. Fa parte delle cosiddette Dolomiti di Lienz.